# Lucas Entertainment
Lucas Entertainment es un estudio de pornografía gay con sede en Nueva York, iniciado por la estrella porno Michael Lucas. Es uno de los estudios más grandes en el mundo. El estudio es conocido por sus lujosas películas de gran presupuesto y afirma que su película de 2006 La Dolce Vita de Michael Lucas fue el largometraje más cara de la historia.

## Historia
Michael Lucas fundó Lucas Entertainment, en 1998. Estableció la compañía en la ciudad de Nueva York.
En marzo de 2009, el estudio contrató al Sr. Pam Doré como director creativo de cine y producción. Doré fue camarógrafo y editor de NakedSword's Tim & Roma Show. Fue nominada en los Premios GayVN 2009 al mejor director y cinematografía para el estudio 2008 "Regreso a la Isla del Fuego".
El estudio anunció en el blog de Lucas en julio de 2009 que abriría una sede europea en París.

## Producciones

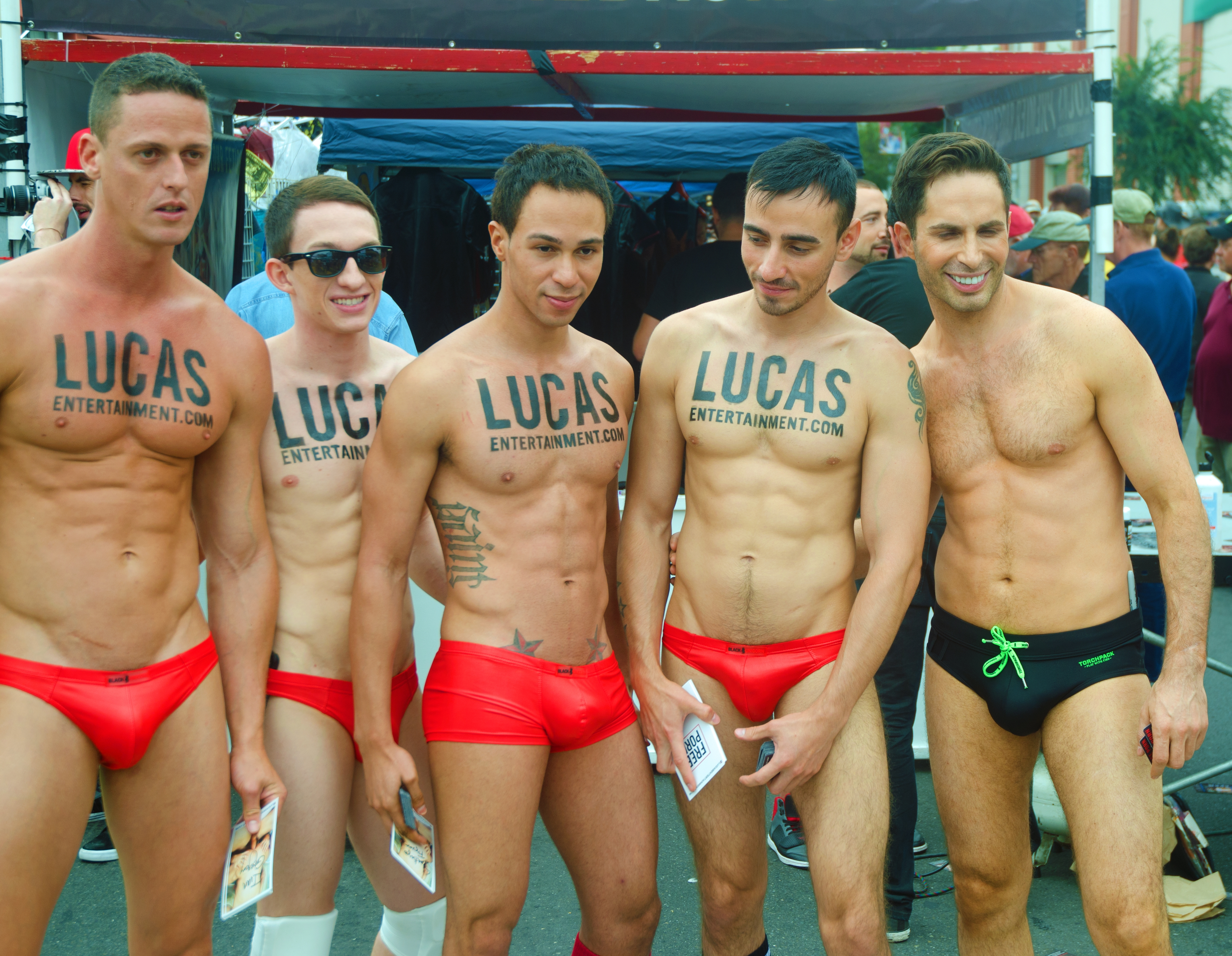
Lucas Entertainment

En mayo de 2009, Lucas Entertainment filmó la primera película porno gay usando solo modelos israelíes. La producción fue anunciada como un viaje sexual para promover la cultura israelí. En junio de 2009, la compañía lanzó su sitio web Men of Israel para promocionar la película, que anunció su lanzamiento para el 22 de julio de 2009.
En mayo de 2013, Lucas Entertainment se caracteriza por ser unas de las productoras de mayores escenas Bareback en Estados Unidos.

## Críticas
Lucas Raunch: En febrero de 2009 la Agencia de Servicios Fronterizos de Canadá detuvo y prohibió ambas películas. La política de la CBSA sobre la clasificación del material obsceno establece que la "ingestión de orina de otra persona... con un propósito sexual" hizo que las películas fueran obscenas lo que fue motivo para prohibirlas.
Sex In Suits: la tercera línea del estudio que se lanzará como su propio sitio web independiente. Sex In Suits recopila la línea "Gentlemen" de Lucas Entertainment de películas para adultos homosexuales con hombres en trajes, que comenzó en 2011 y otros artículos orientados a los negocios. Las escenas se filman en entornos profesionales, lo que permite que el estudio aproveche su base de operaciones en la ciudad de Nueva York. Las escenas actuales en el sitio web de Sex In Suits presentan contenido sexual a pelo.

## Premios y reconocimientos
Timothy Greenfield-Sanders describió a Lucas en su libro de 2004 XXX: 30 Porn Star Photographs y el documental de HBO Thinking XXX.
Los Premios GayVN 2009, el director Lucas fue incluido en el Salón de la Fama de GayVN.
El estudio también recibió una nominación para un Premio XBIZ 2010 en la categoría de Empresa LGBT del Año.

## Actores
- Vito Gallo
- Rod Daily
- Andy O'Neill
- Chris Crocker
- Rafael Alencar
- Ben Andrews
- Rod Barry
- Nick Capra
- Matt Cole
- Adam Killian
- Eddie Diaz
- Darius Ferdynand
- Derrick Hanson
- Steve Holmes
- Wolf Hudson
- Brett M. Hunt
- Caballero Wilfried
- Michael Lucas
- Gus Mattox
- Arpad Miklos
- Vin Nolan
- Spencer Quest
- Zack Randall
- Cole Ryan
- Rob Romoni
- Sahaj
- Matan Shalev
- Joe Strong
- Jonathan Vargas
- Jackson salvaje
- Naor Tal
- Manuel Torres
- Diesel Washington
- Kurt Wild
- Jonathan Agassi
- Allen King
- Viktor Rom
- Apolo Adrii